# Bulbophyllum pachyanthum
Bulbophyllum pachyanthum là một loài phong lan thuộc chi Bulbophyllum.